# Pseudoharpax nigericus
Pseudoharpax nigericus är en bönsyrseart som beskrevs av Giglio-tos 1915. Pseudoharpax nigericus ingår i släktet Pseudoharpax och familjen Hymenopodidae. Inga underarter finns listade i Catalogue of Life.